# Jan Vandamme
Jan Vandamme (Brugge, 16 januari 1923 – 9 januari 2017), ook Jean-Baptiste Van Damme, was hoofdbibliothecaris van de openbare bibliotheek in Brugge.

## Levensloop
Vandamme, zoon van juwelier Jean Vandamme en neef van burgemeester Pierre Vandamme, volbracht zijn middelbare studies aan het Sint-Lodewijkscollege, retorica 1942, met als klastitularis Robrecht Stock en met als jaargenoten onder meer Fernand Bonneure en professor Roland Pierloot. Hij vervolgde met de kandidatuur wijsbegeerte en letteren aan de Katholieke Universiteit Leuven en met het graduaat in de bibliotheekwetenschappen in Brussel.
Hij werd in 1954 adjunct-bibliothecaris en in opvolging van Walter Bossier, in 1964 stadsbibliothecaris van Brugge, wat hij bleef tot in 1988.
Hij was in die jaren ook medeoprichter van het cultureel forum Raaklijn, samen met Paul De Wispelaere, Jan van der Hoeven, Gilbert Swimberghe, Fernand Traen en anderen. Hij was er de secretaris van.
De periode Vandamme was die van de 'grote sprong voorwaarts' in het Brugse bibliotheekgebeuren.
Vanaf 1954 werd de uitleenbibliotheek opgericht, gevolgd enkele jaren later door de discotheek. Stilaan werden kleinere onafhankelijke bibliotheken opgeslorpt (Katholieke Volksboekerij, Bibliotheek Lode Zielens, Keurbibliotheek). In 1971 bracht de fusie van Brugge en randgemeenten met zich mee dat de Brugse stadsbibliotheek voortaan een afdeling had in elke gemeenteafdeling.
In 1986 verhuisde de centrale stadsbibliotheek van het Tolhuis, Jan van Eyckplein naar de Bibliotheek Biekorf, Kuipersstraat. Het werd een aanzienlijke vooruitgang.
Gedurende vele jaren schreef Vandamme de toneelkritiek in het Brugsch Handelsblad. Hij besprak ongeveer elk toneelstuk dat in Brugge werd opgevoerd, zowel door professionele gezelschappen als door amateurtoneelgroepen.
Op 30 augustus 2010 waren de zevenentachtigjarige Vandamme en zijn echtgenote het slachtoffer van een implosie van hun televisietoestel, met een uitslaande brand tot gevolg. Rookinname verplichtte beiden tot een opname in het ziekenhuis.

## Privé
Jan Vandamme was getrouwd met Yvette Coppin en ze hadden een zoon en een dochter.
De uitvaartdienst vond plaats op 14 januari 2017 in de Brugse Kristus-Koningkerk.

## Publicaties
- Alain-Fournier, Brugge, 1960 (essay)
- Charles Péguy, Brugge, 1963 (essay)
- Onteigening, Brugge, 1965 (poëzie)
- Het bibliotheekwezen in Brugge voor 1920, Brugge, 1971 (geschiedenis)
- De omloop van het koper, Brugge, 1977 (poëzie)